# Kristina Klebe
Kristina Klebe est une actrice américaine née le 18 juin 1979 à New York.

## Filmographie

### Cinéma
- 2004 : She Hate Me : Ruth Lacey
- 2006 : Delirious : Kris (infirmière)
- 2007 : Halloween : Lynda
- 2008 : Un mari de trop : Katerina Bollenbecker
- 2009 : Zone of the Dead : Agent Mina Milius
- 2011 : 6 Month Rule (en) : Reese
- 2013 : Proxy : Anika Barön

### Télévision

#### Séries télévisées
- 2008 : New York, unité spéciale : Marga Janssen (saison 10, épisode 4)
- 2009 : Esprits criminels : Miranda Dracar (saison 5, épisode 8)
- 2010 : Les Experts : Miami : Leslie Stoltz
- 2014 : Following : Carla
- 2024 : S.W.A.T. : Lieutenant Randolph (saison 8, épisode 8)

#### Téléfilm
- 2019 : La tentation d'une mère (Cruel Fixation) de Damián Romay : Sharon

## Jeu vidéo
- 2023 : The Texas Chain Saw Massacre : Sissy (voix)